# 漢密爾頓新月球場
漢密爾頓新月球場（Hamilton Crescent）是位於蘇格蘭格拉斯哥帕特里克（Partick）地區的一座板球場地，為西蘇格蘭板球俱樂部的主場。該球場曾用於足球比賽，並於1872年舉行了首場國際足球比賽，由蘇格蘭對陣英格蘭。

## 板球
自1862年起，漢密爾頓新月球場便開始舉行板球比賽，當年曾舉辦一場紳士對球員（Gentlemen v Players）的比賽。從1870年代開始，球場經常接待來訪的瑪麗勒本板球俱樂部（Marylebone Cricket Club）隊伍，以及對陣國際隊伍如澳洲國家板球隊、南非國家板球隊和紐西蘭國家板球隊的比賽。 該球場的首場一級板球比賽是在1911年，由蘇格蘭國家板球隊對陣愛爾蘭國家板球隊。從1911年至1994年間，漢密爾頓新月球場共舉辦了20場一級板球比賽。 此外，該球場還舉辦了1994年的三冠王錦標賽以及2000年和2006年的歐洲板球錦標賽。

## 橄欖球
1885年本國四角錦標賽（Home Nations Championship）期間，漢密爾頓新月球場曾舉辦一場橄欖球國際賽，由蘇格蘭國家橄欖球隊對陣威爾斯國家橄欖球隊，比賽最終以平局收場。

## 足球
漢密爾頓新月球場是首場國際足球比賽的舉辦地，該比賽於1872年11月30日進行，由蘇格蘭國家足球隊對陣英格蘭國家足球隊，最終以0比0平局收場，吸引了約4,000名觀眾入場觀看。 2002年，蘇格蘭足球協會主席約翰·C·麥金恩（John C McGinn）在會所牆上設置了一塊紀念牌，以紀念這場比賽。
1874年和1876年，該場地還舉辦了其他國際足球比賽，之後比賽被移至咸普頓公園球場。此外，1877年蘇格蘭盃決賽也在漢密爾頓新月球場舉行。